# Сувейлех
Сувейлех (араб. صويلح‎) — город в Иордании, основанный в 1902 году иорданскими чеченцами, вынужденными переселиться сюда из-за политики Российской империи. В 1906 году в городе поселились черкесы, а в 1925 году — несколько арабских семей. К тому времени население города достигло 800 человек. В 1927 году открылась первая школа, в которой училось 115 человек.
В 1932 году в городе открылся первый спортивный клуб «Кавказ». В 1957 году был создан деревенский совет. В 1959 году деревенский совет был переименован в городской. Совет функционировал до 1986 года, когда властями страны было принято решение о его роспуске. Сувейлех стал одним из районов столицы Иордании Аммана.
Площадь Сувейлеха — 12 км², население (согласно переписи 2007 года) — 69 тысяч человек.